# 변형 (수학)
수학에서 변형 이론은 문제의 해 {\displaystyle P}를 약간 다른 해 {\displaystyle P_{\varepsilon }}로 변경하는 것과 관련된 무한소 조건에 대한 연구이다. 여기서 {\displaystyle \varepsilon }은 작은 수 또는 작은 크기의 벡터이다. 무한소 조건은 제약 조건이 있는 문제를 해결하기 위해 미분법을 적용한 결과이다.
몇 가지 특징적인 현상은 다음과 같다. 양 {\displaystyle \varepsilon }을 무시할 수 있는 제곱을 갖는 것으로 처리하여 1차 방정식을 유도한다. 해를 바꾸는 것이 불가능 하거나 새로운 것을 가져오지 않는다는 점에서 고립된 해의 가능성; 그리고 무한소 제약 조건이 실제로 '통합'되어 해가 작은 변형을 제공하는지에 대한 질문이다. 어떤 형태로든 이러한 고려 사항은 수학뿐만 아니라 물리학 및 공학에서도 수세기의 역사를 가지고 있다. 예를 들어, 수의 기하학에서는 주어진 해 주위의 (군 작용의) 열린 궤도에 대한 위상수학적 해석과 함께 고립 정리라고 불리는 결과 클래스가 인식되었다. 섭동 이론은 또한 일반적으로 연산자의 변형을 조사한다.

## 복소 다양체의 변형
수학에서 가장 두드러진 변형 이론은 복소 다양체와 대수다양체이었다. 이것은 이탈리아 대수기하학파에서 변형 방법이 훨씬 더 잠정적으로 응용된 후, 코다이라 쿠니히코와 도널드 C. 스펜서의 기초 연구에 의해 확고한 기반이 마련되었다. 직관적으로 1차 변형 이론은 자리스키 접공간을 모듈라이 공간과 동일시해야 한다고 예상한다. 그러나 일반적인 경우에는 현상이 다소 미묘하게 나타난다.
리만 곡면의 경우, 리만 구의 복소 구조가 고립되어 있음(모듈라이 없음)을 설명할 수 있다. 종수 1의 경우 타원 곡선은 타원 함수 이론에서 볼 수 있듯이 복소 구조의 단일 매개변수 계열을 갖는다. 일반적인 고다이라-스펜서 이론은 변형 이론의 핵심으로 층 코호몰로지 군을 식별한다.
{\displaystyle H^{1}(\Theta )\,}
여기서 {\displaystyle \Theta }는 정칙 접다발(의 단면의 싹의 층)이다. 동일한 층의 {\displaystyle H^{2}}에 장애물이 있다. 이는 일반적인 차원 상의 이유로 곡선의 경우 항상 0이다. 종수 0의 경우 {\displaystyle H^{1}}도 사라진다. 종수 1의 경우 차원은 호지 수 {\displaystyle h^{1,0}}이므로 1이다. 종수 1의 모든 곡선은 {\displaystyle y^{2}=x^{3}+ax+b} 형식의 방정식을 갖는 것으로 알려져 있다. 이는 분명히 두 개의 매개변수 {\displaystyle a}와 {\displaystyle b}에 의존하는 반면, 그러한 곡선의 동치류에는 하나의 매개변수만 있다. 따라서 동형 타원 곡선을 설명하는 {\displaystyle a}와 {\displaystyle b}에 관한 방정식이 있어야 한다. {\displaystyle b^{2}a^{-3}}이 동일한 값을 갖는 곡선은 동형 곡선을 설명하는 것으로 나타났다. 즉, {\displaystyle a}와 {\displaystyle b}를 변경하는 것은 곡선 {\displaystyle y^{2}=x^{3}+ax+b}의 구조를 변형하는 한 가지 방법이지만 {\displaystyle a}와 {\displaystyle b}의 모든 변형이 실제로 곡선의 동치류를 변경하는 것은 아니다.
종수 {\displaystyle g>1}인 경우에는 세르 쌍대성을 사용하여 {\displaystyle H^{1}}을 다음과 연관시킬 수 있다.
{\displaystyle H^{0}(\Omega ^{[2]})}
여기서 {\displaystyle \Omega }은 정칙 여접다발이고 {\displaystyle \Omega ^{[2]}} 표기는 텐서 제곱을 의미한다(두 번째 외대수 멱이 아님 ). 즉, 변형은 리만 곡면의 정칙 2차 미분에 의해 규제된다. 이는 다시 고전적으로 알려진 것이다. 이 경우 타이히뮐러 공간이라고 불리는 모듈 공간의 차원은 리만-로흐 정리에 의해 {\displaystyle 3g-3}으로 계산된다.
이러한 예는 모든 차원의 복소 다양체의 정칙 계열에 적용되는 이론의 시작이다. 추가 개발에는 다음이 포함된다. 스팬서의 기술을 미분 기하학의 다른 구조로 확장; 고다이라-스팬서 이론을 그로텐디크의 추상적 대수 기하학으로 동화시켜 결과적으로 초기 연구에 대한 실질적인 설명; 대수학과 같은 다른 구조의 변형 이론.

## 변형 및 평면 사상
변형의 가장 일반적인 형태는 복소 해석적 공간, 스킴, 공간에서의 함수들의 싹 등의 평면 사상 {\displaystyle f:X\to S}이다. 그로텐디크는 변형에 대한 광범위한 일반화를 처음으로 발견하고 그러한 맥락에서 이론을 개발했다. 일반적인 생각은 보편족 {\displaystyle {\mathfrak {X}}\to B}이 존재해야 한다는 것이다.  모든 변형은 유일한 당김 사각형으로 발견될 수 있다.
{\displaystyle {\begin{matrix}X&\to &{\mathfrak {X}}\\\downarrow &&\downarrow \\S&\to &B\end{matrix}}}
많은 경우에 이 보편족은 힐베르트 스킴 또는 Quot 스킴 또는 그 중 하나의 몫이다. 예를 들어, 곡선 계수의 구성에서는 힐베르트 방식의 매끄러운 곡선의 몫으로 구성된다. 당김 사각형이 유일하지 않은 경우 족은 Versal이다.

## 해석 대수의 싹의 변형
변형 이론의 유용하고 쉽게 계산할 수 있는 영역 중 하나는 슈타인 다양체, 복소 다양체 또는 복소 해석 버라이어티와 같은 복소 공간의 싹 변형 이론에서 비롯된다. 이 이론은 정형함수들의 싹들의 층, 접공간 등을 고려하여 복소 다양체 및 복소 해석 공간으로 대역화 될 수 있다. 이러한 대수는 다음과 같은 형식이다.
{\displaystyle A\cong {\frac {\mathbb {C} \{z_{1},\ldots ,z_{n}\}}{I}}} 
여기서 {\displaystyle \mathbb {C} \{z_{1},\ldots ,z_{n}\}}는 수렴하는 거듭제곱의 환이고 {\displaystyle I}는 이데알이다. 예를 들어, 많은 저자들은 평면 곡선의 특이점을 나타내는 대수
{\displaystyle A\cong {\frac {\mathbb {C} \{z_{1},\ldots ,z_{n}\}}{(y^{2}-x^{n})}}}
와 같은 특이점 함수의 싹를 연구한다. 그러면 해석 대수의 싹은 그러한 대수의 반대 범주에 있는 대상이 된다. 그러면 해석 대수학의 싹의 변형 {\displaystyle X_{0}}은  해석 대수의 싹의 평면 사상 {\displaystyle f:X\to S}로 제공된다.  여기서 {\displaystyle S}는  {\displaystyle X_{0}}가 당김 사각형
{\displaystyle {\begin{matrix}X_{0}&\to &X\\\downarrow &&\downarrow \\*&{\xrightarrow[{0}]{}}&S\end{matrix}}}
에 들어맞는 구별되는 점 {\displaystyle 0}을 갖는다. 이러한 변형은 가환 사각형으로 
{\displaystyle {\begin{matrix}X'&\to &X\\\downarrow &&\downarrow \\S'&\to &S\end{matrix}}}
주어진 동치 관계를 갖는다. 여기서 수평 화살표는 동형사상이다. 예를 들어, 해석 대수의 가환 그림의 반대 그림
{\displaystyle {\begin{matrix}{\frac {\mathbb {C} \{x,y\}}{(y^{2}-x^{n})}}&\leftarrow &{\frac {\mathbb {C} \{x,y,s\}}{(y^{2}-x^{n}+s)}}\\\uparrow &&\uparrow \\\mathbb {C} &\leftarrow &\mathbb {C} \{s\}\end{matrix}}}
에 의해 주어진 평면 곡선 특이점의 변형이 있다. 실제로 밀너는 특이점이 상수에 의해 변형되는 변형을 연구했다. 따라서 {\displaystyle 0}이 아닌 {\displaystyle s} 위의 올은 밀너 올이라고 한다.

### 변형의 코호몰로지적 해석
해석 함수의 단일 싹에 많은 변형이 있을 수 있다는 것은 분명하다. 이 때문에 이 모든 정보를 정리하려면 몇 가지 장부 관리 장치가 필요하다. 이러한 조직적 장치는 접 코호몰로지를 사용하여 구성된다. 이는 코스쥘–테이트 분해를 사용하고 비정규 대수에 대한 추가 생성기를 추가하여 잠재적으로 수정함으로써 형성된다. {\displaystyle A} . 해석 대수학의 경우 이러한 분해를 처음으로 연구한 수학자인 갈리나 튜리나의 이름을 따서 튜리나 분해라고 한다. 이것은 {\displaystyle R_{0}\to A}이 완전열
{\displaystyle \cdots \xrightarrow {s} R_{-2}\xrightarrow {s} R_{-1}\xrightarrow {s} R_{0}\xrightarrow {p} A\to 0}
에 들어맞는 해석 대수의 전사 사상인 등급-가환 미분 등급 대수{\displaystyle (R_{\bullet },s)}이다. 그러면 미분 등급 유도 가군 {\displaystyle ({\text{Der}}(R_{\bullet }),d)}을 사용하여 , 그것의 코호몰로지는 해석 대수 {\displaystyle A}의 싹의 접 코호몰로지를 형성한다. 이러한 코호몰로지 군은 {\displaystyle T^{k}(A)}과 같이 표시된다. {\displaystyle T^{1}(A)}는 {\displaystyle A}의 모든 변형에 대한 정보를 포함하고  완전열
{\displaystyle 0\to T^{0}(A)\to {\text{Der}}(R_{0})\xrightarrow {d} {\text{Hom}}_{R_{0}}(I,A)\to T^{1}(A)\to 0}
을 사용하여 쉽게 계산할 수 있다. {\displaystyle A}가 대수
{\displaystyle {\frac {\mathbb {C} \{z_{1},\ldots ,z_{n}\}}{(f_{1},\ldots ,f_{m})}}}
과 동형이면, 그 변형은 다음과 같다.
{\displaystyle T^{1}(A)\cong {\frac {A^{m}}{df\cdot A^{n}}}}
여기서 {\displaystyle df}는 {\displaystyle f=(f_{1},\ldots ,f_{m}):\mathbb {C} ^{n}\to \mathbb {C} ^{m}}의 야코비 행렬이다. 예를 들어, {\displaystyle f}로 주어진 초곡면의 변형들은 변형들  
{\displaystyle T^{1}(A)\cong {\frac {A^{n}}{\left({\frac {\partial f}{\partial z_{1}}},\ldots ,{\frac {\partial f}{\partial z_{n}}}\right)}}}
을 갖는다. 특이점 {\displaystyle y^{2}-x^{3}}에 대해,  이는 가군
{\displaystyle {\frac {A^{2}}{(y,x^{2})}}}
이다. 따라서 유일한 변형은 상수나 선형 요인을 추가하여 제공되므로 {\displaystyle f(x,y)=y^{2}-x^{3}}의 일반적인 변형은 {\displaystyle F(x,y,a_{1},a_{2})=y^{2}-x^{3}+a_{1}+a_{2}x}이다. 여기서 {\displaystyle a_{i}}들은 변형 매개변수이다.

## 함자적 설명
변형 이론을 공식화하는 또 다른 방법은 체 위의 국소 아틴 대수 범주 {\displaystyle {\text{Art}}_{k}} 위의 함자들을 사용하는 것이다. 준 변형 함자는 {\displaystyle F(k)}이 점인 함자
{\displaystyle F:{\text{Art}}_{k}\to {\text{Sets}}}
로 정의된다. 아이디어는 그 점 위에 놓여있는 것이 목적 공간인 점을 중심으로 모듈라이 공간의 무한소 구조를 연구하고 싶다는 것이다. 일반적으로 실제 공간을 찾는 것보다 모듈라이 문제에 대한 함자를 설명하는 것이 더 쉽다. 예를 들어, {\displaystyle \mathbb {P} ^{n}} 안의 {\displaystyle d}차 초곡면의 모듈라이 공간을 고려하려는 경우, 함자
{\displaystyle F:{\text{Sch}}\to {\text{Sets}}}
를 고려할 수 있다. 여기서
{\displaystyle F(S)=\left\{{\begin{matrix}X\\\downarrow \\S\end{matrix}}:{\text{ each fiber is a degree }}d{\text{ hypersurface in }}\mathbb {P} ^{n}\right\}}
일반적으로 집합 대신 준군들의 함자들를 사용하여 작업하는 것이 더 편리하고 필요하다. 이는 곡선의 모듈라이 공간의 경우에도 마찬가지이다.

### 무한소에 대한 자세한 설명
무한소는 수학자들이 미적분학에서 엄밀하지 않은 논증을 위해 오랫동안 사용해 왔다. 무한소 {\displaystyle \varepsilon }와 함께 다항식 {\displaystyle F(x,\varepsilon )}을 고려하면, 1차 항만 실제로 중요하다. 즉,
{\displaystyle F(x,\varepsilon )\equiv f(x)+\varepsilon g(x)+O(\varepsilon ^{2})}
로 볼 수 있다. 무한소를 사용하여 단항식들의 도함수를 찾을 수 있다:
{\displaystyle (x+\varepsilon )^{3}=x^{3}+3x^{2}\varepsilon +O(\varepsilon ^{2})}
{\displaystyle \varepsilon } 항은 단항식의 도함수를 포함하고 이는 엄밀하지 않은 미적분학에서 무한소의 사용을 보여주는 예다.  또한 이 방정식을 단항식의 테일러 급수의 처음 두 항으로 볼 수도 있다. 무한소는 국소 아틴 대수의 멱영원을 사용하여 엄밀하게 만들 수 있다. 환 {\displaystyle k[y]/(y^{2})}에서 무한소를 쓰는 방법이 효과가 있다는 것을 알 수 있다. 이것이 표기법 {\displaystyle k[\varepsilon ]=k[y]/(y^{2})}에 동기를 부여한다. 이를 이원수 환이라고 한다.
또한 테일러 근사의 고차 항을 고려하려면 아틴 대수 {\displaystyle k[y]/(y^{k})}를 고려할 수 있다. 단항식의 경우, 2차 전개를 작성하고 싶다고 가정해 보겠다. 그러면
{\displaystyle (x+\varepsilon )^{3}=x^{3}+3x^{2}\varepsilon +3x\varepsilon ^{2}+\varepsilon ^{3}}
테일러 전개(0에서)는 다음과 같이 쓸 수 있다는 것을 떠올리자:
{\displaystyle f(x)=f(0)+{\frac {f^{(1)}(0)}{1!}}x+{\frac {f^{(2)}(0)}{2!}}x^{2}+{\frac {f^{(3)}(0)}{3!}}x^{3}+\cdots }
따라서 이전 두 방정식은 {\displaystyle x^{3}}의 2차 도함수는 {\displaystyle 6x}임을 보여준다.
일반적으로 우리는 임의의 개수의 변수에서 임의 차수 테일러 전개를 고려하기를 원하므로 체에 대한 모든 국소 아틴 대수의 범주를 고려할 것이다.

### 동기
준 변형 함자의 정의에 동기를 부여하기 위해 체에 대한 사영 초곡면
{\displaystyle {\begin{matrix}\operatorname {Proj} \left({\dfrac {\mathbb {C} [x_{0},x_{1},x_{2},x_{3}]}{(x_{0}^{4}+x_{1}^{4}+x_{2}^{4}+x_{3}^{4})}}\right)\\\downarrow \\\operatorname {Spec} (k)\end{matrix}}}
을 고려하자. 이 공간의 무한소 변형을 고려하고 싶다면 데카르트 정사각형을 쓸 수 있다.
{\displaystyle {\begin{matrix}\operatorname {Proj} \left({\dfrac {\mathbb {C} [x_{0},x_{1},x_{2},x_{3}]}{(x_{0}^{4}+x_{1}^{4}+x_{2}^{4}+x_{3}^{4})}}\right)&\to &\operatorname {Proj} \left({\dfrac {\mathbb {C} [x_{0},x_{1},x_{2},x_{3}][\varepsilon ]}{(x_{0}^{4}+x_{1}^{4}+x_{2}^{4}+x_{3}^{4}+\varepsilon x_{0}^{a_{0}}x_{1}^{a_{1}}x_{2}^{a_{2}}x_{3}^{a_{3}})}}\right)\\\downarrow &&\downarrow \\\operatorname {Spec} (k)&\to &\operatorname {Spec} (k[\varepsilon ])\end{matrix}}}
여기서 {\displaystyle a_{0}+a_{1}+a_{2}+a_{3}=4}이다. 그러면 오른쪽 모서리에 있는 공간은 무한소 변형의 한 예이다: {\displaystyle \operatorname {Spec} (k[\varepsilon ])} 안의 멱영원들(위상적으로 점인)의 추가적인 스킴 이론적 구조는 이 무한소 데이터를 정리하게 해준다. 가능한 모든 전개를 고려하고 싶기 때문에 준 변형 함자를 대상에 대해
{\displaystyle F(A)=\left\{{\begin{matrix}\operatorname {Proj} \left({\dfrac {\mathbb {C} [x_{0},x_{1},x_{2},x_{3}]}{(x_{0}^{4}+x_{1}^{4}+x_{2}^{4}+x_{3}^{4})}}\right)&\to &{\mathfrak {X}}\\\downarrow &&\downarrow \\\operatorname {Spec} (k)&\to &\operatorname {Spec} (A)\end{matrix}}\right\}}
과 같이 정의한다. 여기서 {\displaystyle A}는 국소 아틴 {\displaystyle k} -대수이다.

### 매끄러운 준 변형 함자
준 변형 함자는 핵에 있는 임의의 원소의 제곱이 0인 임의의 전사 {\displaystyle A'\to A}에 대해 전사
{\displaystyle F(A')\to F(A)}
가 있는 경우 매끄럽다(smooth)고 한다. 이는 다음 질문에 의해 동기가 부여된다. 변형
{\displaystyle {\begin{matrix}X&\to &{\mathfrak {X}}\\\downarrow &&\downarrow \\\operatorname {Spec} (k)&\to &\operatorname {Spec} (A)\end{matrix}}}
이 주어지면 이 데카르트 다이어그램을 데카르트 다이어그램으로 확장한 것이 존재합니까?
{\displaystyle {\begin{matrix}X&\to &{\mathfrak {X}}&\to &{\mathfrak {X}}'\\\downarrow &&\downarrow &&\downarrow \\\operatorname {Spec} (k)&\to &\operatorname {Spec} (A)&\to &\operatorname {Spec} (A')\end{matrix}}}
매끄럽다(smooth)라는 이름은 스킴의 매끄러움에 대한 기준을 높이는 데서 유래한다.

### 접공간
계획 {\displaystyle X}의 접공간을 기억하세요.  로 설명될 수 있다. {\displaystyle \operatorname {Hom} }-집합
{\displaystyle TX:=\operatorname {Hom} _{{\text{Sch}}/k}(\operatorname {Spec} (k[\varepsilon ]),X)}
여기서 소스는 이원수의 환이다. 모듈라이 공간의 한 점의 접공간을 고려하고 있으므로 (사전)변형 함자의 접공간을 다음과 같이 정의할 수 있다.
{\displaystyle T_{F}:=F(k[\varepsilon ]).}

## 변형 이론의 응용

### 곡선 계수의 차원
대수 곡선들의 모듈라이 공간 {\displaystyle {\mathcal {M}}_{g}}의 첫 번째 성질 중 하나는 기초적 변형 이론을 사용하여 유도할 수 있다. 그 공간의 차원은 
{\displaystyle \dim({\mathcal {M}}_{g})=\dim H^{1}(C,T_{C})}
과 같이 계산될 수 있다. 종수 {\displaystyle g}인 임의의 매끄러운 곡선에 대해 변형 공간은 모듈라이 공간의 접공간이기 때문이다. 세르 쌍대성을 사용하면 접공간이 
{\displaystyle {\begin{aligned}H^{1}(C,T_{C})&\cong H^{0}(C,T_{C}^{*}\otimes \omega _{C})^{\vee }\\&\cong H^{0}(C,\omega _{C}^{\otimes 2})^{\vee }\end{aligned}}}
와 동형이다. 따라서 리만-로흐 정리는 
{\displaystyle {\begin{aligned}h^{0}(C,\omega _{C}^{\otimes 2})-h^{1}(C,\omega _{C}^{\otimes 2})&=2(2g-2)-g+1\\&=3g-3\end{aligned}}}
을 제공한다. 종수 {\displaystyle g\geq 2}인 곡선의 경우 {\displaystyle h^{1}(C,\omega _{C}^{\otimes 2})=0}이다. 왜냐하면
{\displaystyle h^{1}(C,\omega _{C}^{\otimes 2})=h^{0}(C,(\omega _{C}^{\otimes 2})^{\vee }\otimes \omega _{C})}
이고 차수는
{\displaystyle {\begin{aligned}{\text{deg}}((\omega _{C}^{\otimes 2})^{\vee }\otimes \omega _{C})&=4-4g+2g-2\\&=2-2g\end{aligned}}}
이고 음수 차수 선다발의 경우 {\displaystyle h^{0}(L)=0}이기 때문이다. 따라서 모듈라이 공간의 차원은 {\displaystyle 3g-3}과 같다.

### 구부려서 부러트리기
변형 이론은 모리 시게후미가 버라이어티 위의 유리 곡선의 존재를 연구하기 위해 쌍유리 기하학에 적용한 것으로 유명하다.  양수 차원 파노 버라이어티에 대해 모리는 모든 점을 통과하는 유리 곡선이 있음을 보여주었다. 이 증명 방법은 나중에 모리의 구부려서 부러트리기(Mori's bend-and-break)로 알려지게 되었다. 대략적인 아이디어는 선택한 점을 통과하는 어떤 곡선 {\displaystyle C}로 시작하여 여러 성분으로 쪼개질 때까지 계속 변형하는 것이다. {\displaystyle C}를 성분 중 하나로 대체하면 {\displaystyle C}의 종수나 차수가 감소하는 효과가 있다. 따라서 절차를 여러 번 반복한 후에 결국 종수 0의 곡선, 즉 유리 곡선을 얻게 된다. {\displaystyle C}의 변형의 존재와 특성은 변형 이론과 양의 표수로의 축소로부터의 논거를 필요로 한다.

### 산술 변형
변형 이론의 주요 적용 중 하나는 수론이다. 다음 질문에 대답하는 데 사용할 수 있다: 버라이어티 {\displaystyle X/\mathbb {F} _{p}}가 있을 때, 가능한 전개 {\displaystyle {\mathfrak {X}}/\mathbb {Z} _{p}}는 무엇인가? 이 버라이어티가 곡선이라면 {\displaystyle H^{2}}이 사라지는 것은 모든 변형의 결과가 {\displaystyle \mathbb {Z} _{p}} 위의 버라이어티라는 것을 의미한다; 즉, 매끄러운 곡선
{\displaystyle {\begin{matrix}X\\\downarrow \\\operatorname {Spec} (\mathbb {F} _{p})\end{matrix}}}
과 변형
{\displaystyle {\begin{matrix}X&\to &{\mathfrak {X}}_{2}\\\downarrow &&\downarrow \\\operatorname {Spec} (\mathbb {F} _{p})&\to &\operatorname {Spec} (\mathbb {Z} /(p^{2}))\end{matrix}}}
이 있다면, 언제든지 이를 다음의 가환 그림으로 확장할 수 있다.
{\displaystyle {\begin{matrix}X&\to &{\mathfrak {X}}_{2}&\to &{\mathfrak {X}}_{3}&\to \cdots \\\downarrow &&\downarrow &&\downarrow &\\\operatorname {Spec} (\mathbb {F} _{p})&\to &\operatorname {Spec} (\mathbb {Z} /(p^{2}))&\to &\operatorname {Spec} (\mathbb {Z} /(p^{3}))&\to \cdots \end{matrix}}}
이는 {\displaystyle \mathbb {Z} _{p}} 위의 곡선을 주는 형식적 스킴 {\displaystyle {\mathfrak {X}}=\operatorname {Spet} ({\mathfrak {X}}_{\bullet })}을 구성 할 수 있음을 의미한다.

### 아벨 스킴의 변형
세르-테이트 정리는 대략적으로 말하면 아벨 스킴 {\displaystyle A}의 변형이 {\displaystyle p}-승 비틀림 점으로 구성되는 <i id="mwAXo">p-</i> 가약군 {\displaystyle A[p^{\infty }]}의 변형에 의해 제어된다는 것을 주장한다.

### 갈루아 변형
변형 이론의 또 다른 적용은 갈루아 변형이다. 이를 통해 우리는 다음 질문에 답할 수 있다. 갈루아 표현
{\displaystyle G\to \operatorname {GL} _{n}(\mathbb {F} _{p})}
이 있을 때 어떻게 표현
{\displaystyle G\to \operatorname {GL} _{n}(\mathbb {Z} _{p}){\text{?}}}
으로 확장할 수 있는가?

## 끈 이론과의 관계
대수학(및 호흐실트 코호몰로지)의 맥락에서 발생하는 소위 들리뉴 추측은 변형 이론과 끈 이론이 관련된 부분에 많은 관심을 불러일으켰다. (대략적으로, 끈 이론이 점입자 이론의 변형으로 여겨질 수 있을 것이라는 기대)  이는 초기 발표에서 몇 가지 문제가 발생한 후 이제 입증된 것으로 받아들여진다. 막심 콘체비치는 이에 대해 일반적으로 인정되는 증거을 제시한 사람들 중 하나이다.

## 같이 보기
- 코다이라-스펜서 사상
- 이원수
- 슐레진저 정리
- 엑설컴
- 여접 복합체
- 그로모프–위튼 불변량
- 대수 곡선의 모듈라이 공간
- 변성(대수기하학)

### 교육적 자료
- Palamodov, V. P., III. Deformations of complex spaces. Complex Variables IV (very down to earth intro)
- Course Notes on Deformation Theory (Artin)
- Studying Deformation Theory of Schemes
- Sernesi, Eduardo, 《Deformations of Algebraic Schemes》
- Hartshorne, Robin, 《Deformation Theory》
- Notes from Hartshorne's Course on Deformation Theory
- MSRI – Deformation Theory and Moduli in Algebraic Geometry

### 연구 논문
- Mazur, Barry (2004), “Perturbations, Deformations, and Variations (and "Near-Misses" in Geometry, Physics, and Number Theory” (PDF), 《Bulletin of the American Mathematical Society》 41 (3): 307–336, doi:10.1090/S0273-0979-04-01024-9, MR 2058289

- Anel, M., 《Why deformations are cohomological》 (PDF)